# Tito Pullo (personaje de Roma)
Tito Pullo es un personaje ficticio de la serie de televisión Roma, interpretado por el actor Ray Stevenson. A diferencia de otros personajes no históricos, este personaje está inspirado en el centurión Tito Pulón que aparece en los Comentarios a la guerra de las Galias de Julio César.

## Personalidad
Tito Pullo es un soldado feroz y temible, pero también bastante indisciplinado. Es un hombre de gran estatura y musculatura. Destaca por su libertinaje, su prodigalidad con el dinero, y su falta de respeto hacia las tradiciones y la religión. Sin embargo, es un hombre alegre que despierta simpatías allá donde va, a pesar de mostrarse, en ocasiones, como un ser bastante brutal y descontrolado. Adora beber vino y fornicar con todo tipo de mujeres, en menor medida disfruta del juego, todas estas aficiones le han acarreado problemas en más de una ocasión.

## Historia del Personaje
El legionario Tito Pullo pertenece a la Legión XIII al mando de Julio César en las Galias. Durante un ataque de los galos en el sitio de Alesia, Tito Pullo desobedeció una orden del centurión Lucio Voreno, por lo que fue azotado y encarcelado. Poco después, fue liberado por el mismo Voreno, y ambos recuperaron el estandarte robado de César y liberaron a Octavio de la esclavitud. De vuelta a Roma, provocó sin quererlo una revuelta popular ante el Senado, lo que ofreció a César una excusa para declarar la guerra a sus enemigos del Senado. Tras la huida de Roma de Pompeyo, Metelo Escipión, Cicerón, Marco Porcio Catón y Marco Junio Bruto, Pullo y Voreno se toparon con un grupo de legionarios que sacaban de la ciudad parte del oro del tesoro público. Pullo se adueñó del oro y comenzó a disfrutar de los placeres de la vida urbana, pero finalmente tuvo que entregárselo a César, quien le recompensó con 100 denarios y también quedarse con una joven esclava llamada Irene, que encontró junto a la carreta.
Pullo no tardó en convertirse en compañero inseparable de Voreno, viviendo en su casa y acompañándole a todas partes por protección. Juntos, volvieron a unirse al ejército al mando de César, y embarcaron rumbo a la guerra que se desarrollaba en Grecia, pero naufragaron, quedando varados en una pequeña isla en medio del Mar Adriático, pero armaron una balsa con los cuerpos de los legionarios ahogados, y llegaron a las costas griegas donde fueron rescatados por uno de los hombres de Pompeyo el Grande, enemigo de César, al que permitieron seguir su camino en lugar de arrestarlo. Tras volver al ejército de César, navegaron junto con este a Alejandría, y recibieron el encargo de liberar a Cleopatra, quien estaba recluida en el desierto por orden de su hermano. Durante el viaje de regreso a Alejandría, Cleopatra le ordenó a Lucio Voreno que tuviera relaciones sexuales con ella, pero este, al estar casado, le pidió a Pullo que lo hiciera por él. Así, Cleopatra quedó embarazada y más tarde hizo correr la voz de que el niño que nació de esta relación, Cesarión, era hijo de César. Al terminar la guerra civil, Pullo y Voreno regresaron a Roma, y Pullo liberó a Irene para casarse con ella, pero al descubrir que estaba emparejada con un esclavo de Voreno, asesinó a este último en un ataque de rabia delante de la familia de Voreno. Voreno se enfureció con Pullo debido a esta demostración de violencia, y tras discutir, Pullo se marchó y ambos soldados se distanciaron. Pullo, sin trabajo ni dinero, se convirtió en un secuaz del criminal Erasto Fulmen. Posteriormente fue condenado a muerte en la arena, en la que, a punto de ser ejecutado, Voreno saltó de entre la multitud para recatarle, desafiando así las leyes de Roma. Tras este episodio, Voreno y Pullo se convierten en personajes muy populares, ya que el acto de rescate que Voreno llevó a cabo, desafiando cualquier ley, poniendo su afecto y su amistad con Pullo por encima de todo, les hizo ver a ambos como héroes. Cuando se recuperó de sus heridas, Pullo se fue al campo con Irene, en el mismo día en que César era asesinado, y Voreno descubría que su mujer le había sido infiel.
Tito Pullo regresó a Roma cuando se enteró de lo ocurrido, ayudó a Voreno a vengar a sus hijos, que creían que habían sido asesinados por Erasto Fulmen. Luego se convirtieron en dueños del collegium del Aventino. Lucio Voreno estaba tan obcecado por la muerte de su esposa, que provocó una guerra callejera, y finalmente, Pullo y Voreno pelean de nuevo, pues este creía que su mujer le había sido infiel con Pullo. En el momento en que Octavio y Marco Antonio se enfrentaban en Mutina, Pullo descubría que los hijos de Voreno eran esclavos, y marchó al campo de batalla para encontrarle y contarle la verdad. Voreno formaba parte de las legiones de Marco Antonio, pero recibió el permiso de este para ir en busca de sus hijos. De vuelta en el Aventino, Voreno se hacía cargo del collegium, mientras que Pullo disfrutaba de su matrimonio con Eirene, al tiempo que era seducido por Gaia, esclava del collegium del Aventino. Poco después, Eirene sufre de un aborto, y muere debido al sangrado. Pullo, desolado por la pérdida de su esposa y su hijo no-nato, encontró refugio en Gaia, pero después de que un cautivo de la "collegium" escapara y estuviera a punto de matar a Pullo, Gaia intervino y salvó su vida, y fue herida de gravedad. En su lecho de muerte, Gaia confesó que ella fue quien envenenó a Eirene, porque quería a Pullo sólo para ella. Este, al escuchar esto, estranguló a Gaia y arrojó su cuerpo a las cloacas.
Con la ausencia de Voreno, Pullo se hizo cargo del collegium, ganándose el aprecio de la plebe romana. Sin embargo, Marco Antonio había sido seducido por Cleopatra, y ambos tomaron una serie de medidas para provocar a Octavio a declararles la guerra, una de estas medidas fue el cortar el suministro de grano que Egipto proporcionaba a Italia dependía, haciendo pasar hambre al pueblo de Roma. Pullo tuvo que racionar el suministro de grano y hablar con Octavio para obtener más grano para el Aventino, pero al estallar la guerra contra los egipcios, Pullo acompañó a Octavio, ya que este sabía que Voreno estaba muy cercano a Marco Antonio, y con la ayuda de Pullo podrían ganar la guerra. Tras la victoria de Octavio en la batalla de Actium, este asedió Alejandría. Pullo aconsejó a Voreno traicionar a Marco Antonio y abrir las puertas del palacio, pero Voreno permaneció fiel a su general. Tras el suicidio de Cleopatra y Marco Antonio, Pullo recibió la orden de buscar a Cesarión y asesinarlo. Lo encontró junto con Voreno, y juntos trataron se sacarlo de Egipto para ponerlo a salvo, pero cuando Voreno fue herido, Pullo lo llevó de vuelta a Roma. Finalmente, Tito Pullo le dijo a Octavio que había asesinado a Cesarión, y le había traído su cabeza, pero a la mitad del camino la arrojó al mar ya que ésta se pudrió de tal forma que era irreconocible.
La última secuencia de la serie muestra a Tito Pullo junto con Cesarión. El muchacho pregunta a Pullo si Octavio creyó la historia que este se había inventado. Cuando Pullo le dice que así fue, el niño exclama que ahora pasará a planear su venganza contra Octavio por la muerte de su madre, ya que ese era su deber divino, como hijo de César. Pullo sonríe y se dispone a explicarle quién es su verdadero padre.

## Comparaciones con el verdadero Titus Pullus
Titus Pullus era un centurión nombrado por Julio César en el Libro V de La Guerra de las Galias. Al principio de la serie, Tito Pullo es un simple legionario que es azotado y encarcelado por su actitud indisciplinada. César nos habla de dos centuriones, Titus Pullus y Lucius Vorenus, ambos eran competidores, pero cuando fueron emboscados por los galos, el uno salvó al otro. Esta fue una anécdota que levantó tanto la moral de la tropa, que Julio César decidió plasmarla en sus comentarios de la guerra.
El personaje interpretado por Ray Stevenson está basado en este centurión pero su vida en la serie esta llena de eventos ficticios aunque posibles.
- Gaius Iulius Caesar (Siglo I a. C.). De Bello Gallico, V Libro, Párrafo XLIV.

- Datos: Q3529664